# Gynoplistia gnamma
Gynoplistia gnamma är en tvåvingeart som beskrevs av Günther Theischinger 1993. Gynoplistia gnamma ingår i släktet Gynoplistia och familjen småharkrankar. Inga underarter finns listade i Catalogue of Life.